# Frimatic-de Gribaldy
Robert Hagmann em 1968
A equipa Frimatic-de Gribaldy é uma antiga equipa francesa de ciclismo profissional em estrada, dirigida por Jean de Gribaldy. Foi fundada pelo antigo ciclista Jean de Gribaldy. O seu patrocinador principal foi o fabricante francês Frimatic.

## Denominações
- Temporada 1968 : Frimatic-de Gribaldy
- Temporada 1969 (fora do Tour de France) : Frimatic-Viva-de Gribaldy
- Temporada 1969 (Tour de France) : Frimatic-de Gribaldy-Viva-Wolber
- Temporada 1970 : Frimatic-de Gribaldy

## As temporadas
Durante as temporadas 1968 e 1969, as equipas Frimatic-de Gribaldy (1968) e Frimatic-Viva-de Gribaldy (1969) estavam dirigidas por Jean de Gribaldy e Louis Caput. Frimatic, patrocinador desta equipa, era um fabricante francês de geladeiras hoje desaparecido.
A equipa Frimatic-de Gribaldy-Viva-Wolber, saída da Equipa Frimatic-Viva-de Gribaldy, estava composta especialmente para o Tour de France desse ano. Consagra, nos começos profissionais e no Tour pelo campeão português Joaquim Agostinho, descoberto por Jean de Gribaldy. A equipa consegue 3 etapas no Tour de 1969, baixo as cores da equipa nacional "FRANCE C".

## Corredores
- Joaquim Agostinho : 1969 – 1970
- Firmino Bernardino
- Christian Biville : 1968 - 1969
- Jean-Louis Bodin : 1969 - 1970
- Albert Bourgois : 1968
- Karl Brand : 1968 - 1969
- Jacques Cadiou : 1968 - 1969
- Jiří Daler : 1969 - 1970
- Dario Dá Rugna : 1968
- Regis Delepine : 1970
- André Desvages : 1970
- Bernard Deville : 1969
- Bernard Dupuch : 1969
- Mogens Frey : 1970
- Albert Frigo : 1968
- Albert Fritz : 1970
- Pierre Gautier : 1970
- Pierre Ghisellini : 1970
- Guy Gillet : 1968 - 1969 - 1970
- Roger Gilson : 1969
- Peter Glemser : 1968
- Michel Grain : 1969 - 1970
- René Grelin : 1969 – 1970
- René Grenier : 1970
- Guy Grimbert : 1970
- Serge Guillaume : 1969 - 1970
- Henri Guimbard : 1968
- Jacques Guiot : 1970
- Paul Gutty : 1968 - 1969 - 1970

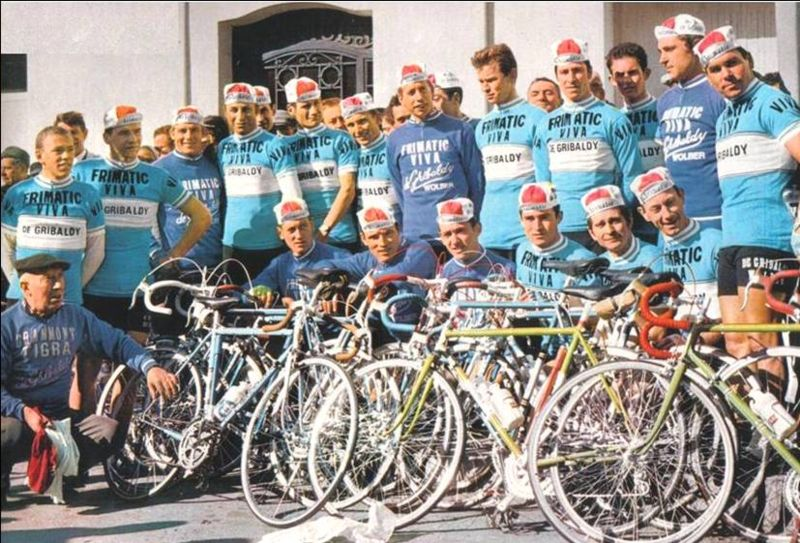
1969 : Equipa Frimatic - Viva - de Gribaldy

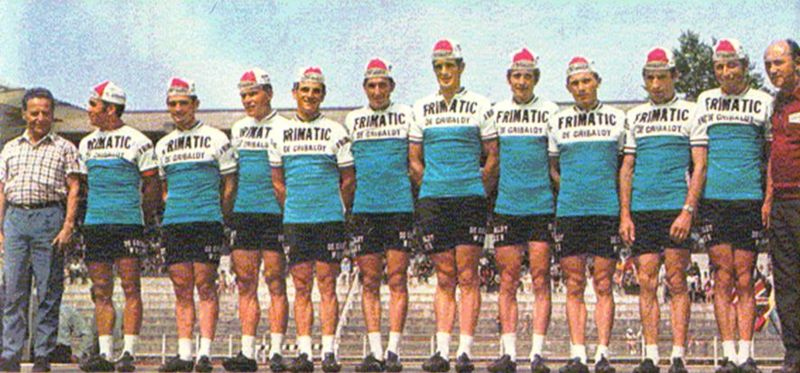
1970 : Equipa Frimatic - de Gribaldy

- Robert Hagmann : 1968 - 1969 - 1970
- Derek Harrison : 1968 – 1969
- Joseph Henikenne : 1968
- James Herbain : 1969
- Albert Herger : 1968
- Robert Hiltenbrandt : 1968
- Alain Huby : 1968 - 1969
- Guy Ignolin : 1968
- Maurice Izier : 1968 - 1969 - 1970
- Freddy Jacob : 1968
- Robert Jankowski : 1968
- Jean Jourden : 1968 - 1969
- Paul Köchli : 1968 - 1969 - 1970
- Jean-Claude Lebaube : 1968 - 1969
- Christian Leduc : 1968
- Denis Lisarelli : 1969
- Gilles Locatelli : 1970
- Gianni Marcarini : 1968
- Raymond Mastrotto : 1968
- Joseph Mathy : 1968 - 1969
- Pierre Matignon : 1969
- Theo Mertens : 1969
- Marc Michiels : 1968
- Leonel Miranda : 1969 – 1970
- Gérard Moneyron : 1970
- Jacky Mourioux : 1969
- Gérard Norce : 1969
- Jean-Paul Paris : 1969
- Michel Pelchat : 1968 - 1969
- Walter Planckaert : 1969
- Willy Planckaert : 1969
- Patrick Plent : 1970
- Carmine Preziosi : 1968
- Jean-Louis Quesne : 1968
- Jean Raynal : 1969
- Charles Rigon : 1968 - 1969 - 1970
- Francis Rigon : 1968 - 1969 – 1970
- Christian Robini : 1970
- Daniel Salmon : 1968
- Jean-Jacques Sanquer : 1969 - 1970
- Michel Scob : 1969 – 1970
- Aroldo Spadoni : 1970
- Willy Spuhler : 1969
- Francis Toussaint : 1968
- Alain Van Lancker : 1969
- Jean Vidament : 1970
- Bernard Vifian : 1969 - 1970
- Dieter Wiedemann : 1968
- Emil Zimmerman : 1969 - 1970

### Equipa Tour de France de 1969
- - 81 Joaquim Agostinho (Por)
  - 82 Jean-Louis Bodin (Fra)
  - 83 Paul Gutty (Fra)
  - 84 Derek Harrison (Gbr)
  - 85 Maurice Izier (Fra)
  - 86 Jean Jourden (Fra)
  - 87 Jean-Claude Lebaube (Fra)
  - 88 Pierre Matignon (Fra)
  - 89 Willy Planckaert (Guapo)
  - 90 Francis Rigon (Fra)

### Equipa Tour de France de 1970
- - 71 Joaquim Agostinho (Por)
  - 72 Regis Delepine (Fra)
  - 73 Mogens Frey (Dão)
  - 74 Pierre Gautier (Fra)
  - 75 Pierre Ghisellini (Fra)
  - 76 Michel Grain (Fra)
  - 77 René Grelin (Fra)
  - 78 Maurice Izier (Fra)
  - 79 Jean Vidament (Fra)
  - 80 Bernard Vifian (Sui)

## Palmarés 1968
- Campeonato de Portugal em estrada (Joaquim Agostinho)
- Campeonato de Portugal da contrarrelógio (Joaquim Agostinho)
- Campeão de Portugal contrarrelógio por equipas (Joaquim Agostinho)
- Tour de São Paulo (Joaquim Agostinho)
  - 1.º a Loures (Joaquim Agostinho)
- Classificação Geral das Quatro Dias de Dunquerque (Jean Jourden)
- 3b etapa de Paris-Luxemburgo (FRA), Köln (Michel Bon)
- Campeonato da Suíça em estrada (Karl Brand)
- Campeonato da Alemanha em estrada (Peter Glemser)
- Leglise (BEL) (Joseph Henikenne)
- Classificação Geral do Ruban Granitier Breton (FRA) (Guy Ignolin)
- Beaulac-Bernos (FRA) (Jean Jourden)
- Fay-de-Bretaña (FRA) (Jean Jourden)
- Grande Prêmio Oeste França de Plouay (FRA) (Jean Jourden)
- Tour de Montauroux (FRA) (Jean Jourden)
- Critérium Ploerdut (FRA) (Jean Jourden)
- Polymultipliée (FRA) (Jean Jourden)
- Prêmio de Castelhanas (Jean-Louis Bodin)
- Prêmios de Valencia-sobre-Blaise (Jean-Louis Bodin)
- Hamme (BEL) (Marc Michiels)

## Palmarés de 1969
- Campeonato de Portugal em estrada (Joaquim Agostinho)
- Campeão de Portugal da contrarrelógio (Joaquim Agostinho)
- Campeão de Portugal contrarrelógio por equipas (Joaquim Agostinho)
- Troféu Baracchi com Herman Van Springel (Joaquim Agostinho)
- Grande Prêmio de Riopele (Joaquim Agostinho)
- Prêmio de Callac (Jean-Louis Bodin)
- Prêmio de Bothsorel (Jean-Louis Bodin)
- Prêmio de Chasseneuil (Jean-Louis Bodin)
- Grande Prêmio de Mônaco (MCO) (Jacques Cadiou)
- Vice Campeão de France em estrada (Maurice Izier)
- Grande Prêmio Oeste França de Plouay (FRA) (Jean Jourden)
- Circuito do Porto de Dunkerque (FRA) (Joseph Mathy)
- grande Prêmio de Denain (FRA) (Joseph Mathy)
- Haaltert (BEL) (Joseph Mathy)
- Stal - Koersel (BEL) (Theo Mertens)
- Saint-Brieuc (FRA) (Jean-Paul Paris)
- Omloop van Midden-Vlaanderen (BEL) (Willy Planckaert)
- Campeonato da França da metade-fundo (Michel Scob)
- Campeonato da França de omnium (Alain Van Lancker)
- Campeonato da Suíça em estrada (Bernard Vifian)
  - 1.º a Pluvigner (Michel Grain)
  - 1.º a Valencia-sobre-Folla (Michel Grain)
- Circuito de Flandres Central (Willy Planckaert)
- Critérium de Labastide-d'Armañac (Willy Planckaert)

### Palmarés Tour de France
- - 5. ª etapa Nancy-Mulhouse (Joaquim Agostinho)
- 14. ª etapa La Grande Motte-Revel (Joaquim Agostinho)
- 20. ª etapa Brive Clermont-Ferrand (Le Puy-de-Dôme) (Pierre Matignon)

## Palmarés de 1970
- - 9. ª etapa do Tour de France (Mogens Frey)
- Campeonato de Portugal em estrada (Joaquim Agostinho)
- Campeonato de Portugal da contra o relógio (Joaquim Agostinho)
  - 1.ª etapa da Semana Catalã (Joaquim Agostinho)
  - 1.º da Volta a Portugal (Joaquim Agostinho)
  - 8. ª etapa da Volta a Portugal (Joaquim Agostinho)
- 14. ª etapa da Volta a Portugal (Joaquim Agostinho)
- 16. ª etapa da Volta a Portugal (Joaquim Agostinho)
  - 4. ª etapa do Grand Prix du Midi libre (Mogens Frey)
- Grande Prêmio de Cannes (Paul Gutty)
- "Dortmunder Sechstagerennen" (GER) (Albert Fritz)
  - 9. ª etapa da Volta à Suíça (SUI), Zürich (Albert Fritz)
- Meymac (FRA) (Pierre Ghisellini)
- Nice-Seillans (FRA) (René Grelin)
- Tour du Haut-Var (FRA) (René Grelin)